# Alvin E. Roth
Alvin Eliot "Al" Roth (sinh tháng 12 năm 1951) là một nhà kinh tế Mỹ, hiện là giáo sư thỉnh giảng tại đại học Stanford cũng như giáo sư George Gund về kinh tế và quản trị kinh doanh tại trường kinh doanh Harvard. Ông dự định làm giáo sư lâu dài tại Stanford từ năm 2013. Ông đã có các đóng góp đáng kể trong lĩnh vực lý thuyết trò chơi, thiết kế thị trường và kinh tế học thực nghiệm, và được người ta biết đến với nhấn mạnh áp dụng lý thuyết của ông trong các giải pháp cho các vấn đề "thế giới thực". Alvin Roth và Lloyd Shapley đã giành được Viện Hàn lâm Khoa học Hoàng gia Thụy Điển trao giải Sveriges Riksbank về khoa học kinh tế (Giải thưởng của Ngân hàng Thụy Điển cho khoa học kinh tế để tưởng nhớ Nobel), được coi như giải Nobel Kinh tế 2012 với công trình nghiên cứu Lý thuyết phân phối ổn định và thực tiễn về tạo lập thị trường.

## Tiểu sử
Al Roth, là một người Mỹ gốc Do Thái, tốt nghiệp đại học Columbia năm 1971 với bằng trong lĩnh vực vận trù học. Sau đó ông chuyển đến đại học Stanford, lần lượt nhận bằng thạc sĩ và tiến sĩ vận trù học ở đó năm 1973 và năm 1974.
Sau khi rời Stanford, Roth dạy ở đại học Illinois cho đến năm 1982. Ông làm giáo sư Andrew W. Mellon về kinh tế học tại đại học Pittsburgh cho đến năm 1998, khi ông chuyển đến làm giáo sư giảng dạy của Harvard nơi ông vẫn ở cho đến khi quyết định trở lại Stanford năm 2012. Năm 2013, ông sẽ trở thành thành viên đầy đủ của đội ngũ giáo sư Stanford và sẽ nhận tư cách emeritus ở Harvard.
Roth là một hội viên Alfred P. Sloan, một hội viên Guggenheim, và một hội viên của American Academy of Arts and Sciences. Ông cũng là một thành viên của National Bureau of Economic Research (NBER) và Econometric Society.